# Мэн Фанли
Мэн Фанли́ (кит. упр. 孟方立) (умер в 889 году) — видный китайский военачальник конца эпохи династии Тан, который с 881 по 889 год контролировал всю или большую часть округа Чжаои (昭义), столицу которого он перенёс из области Лучжоу (潞州, в современном Чанчжи, Шаньси) к себе на родину в область Синчжоу (邢州, в современном Синтае, Хэбэй). Перенос столицы оскорбил жителей Лучжоу, которые призвали к себе в поддержку военного губернатора соседнего округа Хэдун (河东, столица в современном Тайюане, Шаньси), чьи войска в конце концов одержали победу. Опасаясь, что его подчинённые повернут против него, Мэн покончил жизнь самоубийством.

## Война в округе Чжаои
Родом из Синчжоу, точная дата рождения неизвестна.
В 881 году защищал Тяньцзинский перевал (天井关, в современном Цзиньчэне, Шаньси). В том же году Гао Сюнь (高浔), военный губернатор округа Чжаои, повёл армию, как часть танского войска, в поход. Целью кампании был возврат столицы империи Чанъань, которая пала месяцами ранее под ударом повстанцев-крестьян под руководством Хуан Чао. Царствующий император Си-цзун вынужден был бежать в Чэнду. Гао был убит офицером Чэн Линем (成麟), который подчинил себе армию и вернулся в Лучжоу. Мэн, узнав об этом, начал наступление против мятежников и убил Чэна. После этого он не остался в Лучжоу, а вместе с войском вернулся в родной Синчжоу.
В 882 году главнокомандующий, бывший канцлер Ван До, назначил от имени императора Си-цзуна евнуха У Цюаньсюя (吴全勖) военным губернатором. Народ поддержал кандидатуру евнуха, но Мэн отказался признать указ и арестовал У, утверждая, что евнухи не могут занимать такую должность. Он написал Ван До письмо с просьбой назначить другое гражданское должностное лицо военным губернатором. Ван назначил Чжэн Чанту. Впоследствии император Си-цзун предложил Ван Хуэя в качестве нового военного губернатора, но Ван Хуэй, не желая ехать в провинцию и зная, что Мэн контролирует три области округа Чжаои, отказался и рекомендовал назначить Чжэна. Император Си-цзун согласился с его предложением.
Тем временем Мэн Фанли перенёс столицу из Лучжоу в Синчжоу и утверждал, что назначен военным губернатором. Он назначил офицера Ли Иньжуя (李殷锐) главой Лучжоу. Кроме того, чтобы ослабить влияние Лучжоу, он заставил офицеров и богатых жителей переехать с семьями в другие три области округа. Зная, что жители Лучжоу возмущены его действиями, офицер евнух Ци Шэньхуэй (祁审诲) тайно написал военному губернатору округа Хэдун Ли Кэюну письмо с просьбой о помощи. В ответ на это зимой 883 года Ли Кэюн направил своего офицера Хэ Гунъя (贺公雅) с войском против Мэна, но армия была разбита. Ли Кэюн затем послал своего двоюродного брата Ли Кэсюя (李克修), который сумел захватить и убить Ли Иньжуя. Это положило начало войне между Ли Кэюном и Мэн Фанли за контроль над округом Чжаои.
Осенью 884 года по просьбе Ли Кэюна император Си-цзун назначил губернатором округа Чжаои Ли Кэсюя. В результате в округе Чжаои оказалось два соперничающих военных губернатора. Летом 885 года глава области Минчжоу Ма Шуан и офицер Си Чжунсинь (奚忠信) восстали с целью убийства Мэн Фанли, но потерпели поражение и бежали в соседний округ Вэйбо (魏博,столица в современном Ханьдань). Мэн отправил подарок военному губернатору Вэйбо Лэ Яньчжэню и убедил его убить Ма Шуана.
Осенью 886 года Ли Кэсюй начал крупное наступление против Мэна, захватил ряд городов к востоку от гор Тайханшань и назначил своего офицера Ань Цзиньцзюня (安金俊) главой Сичжоу. В 888 году Мэн пытался контратаковать в Ляочжоу (辽州, в современном Цзиньчжуне, Шаньси). Ли Кэсюй победил и захватил командира армии Фанли офицера Си, которого позже передал Ли Кэюну.

## Поражение и смерть
Летом 889 Ли Кэюн начал крупное наступление против Мэн Фанли. Его войска вскоре захватили Минчжоу и Сичжоу. Мэн послал офицеров Ма Гая (马溉) и Юань Фэнтао (袁奉韬) отбить захваченные территории, но силы Мэна были разбиты у горы Люйли (琉璃 陂, в современном Синтае), Ма Гай и Юань Фэнтао были захвачены в плен. Ли Кэюн начал осаду Синчжоу. Так как Мэн с подозрением относился к офицерам, они отказались подчиняться ему, вследствие чего Мэн Фанли был вынужден покончить с собой. Солдаты поддержали его кузена Мэн Цяня (孟迁) в качестве военного губернатора, но Мэн Цянь после некоторого сопротивления сдался, предоставив Ли Кэюну управление округом Чжаои.